# فاينفيلدن
فاينفيلدن (بالألمانية: Weinfelden) هي بلدية ضمن مقاطعة فاينفيلدن في كانتون تورغاو بسويسرا، وتعتبر عاصمة للمقاطعة. تبلغ مساحتها 15.5 كيلومتر مربع، ويقدر عدد سكانها بـ 11187 نسمة (حسب تعداد ديسمبر 2015).

## معرض صور

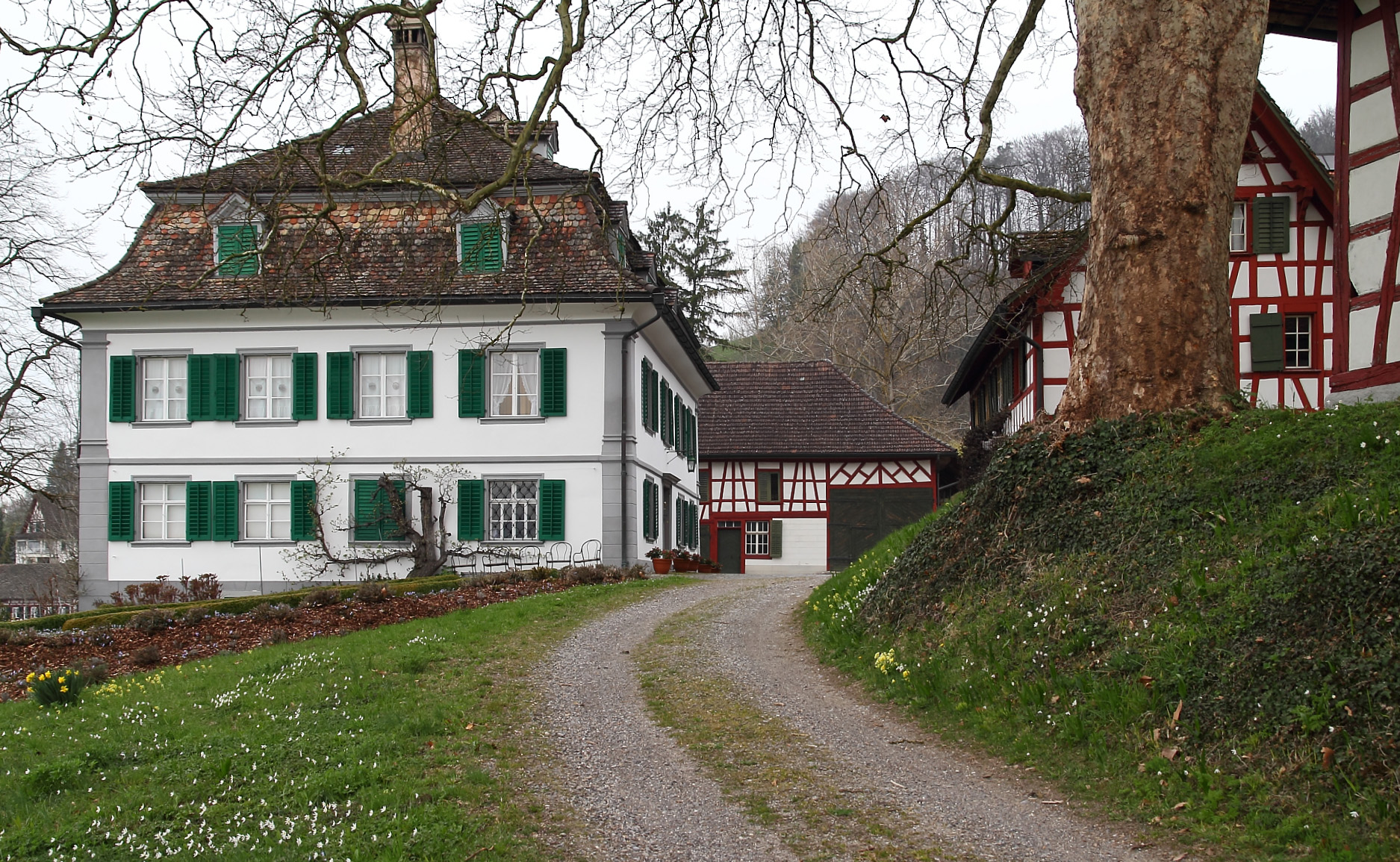
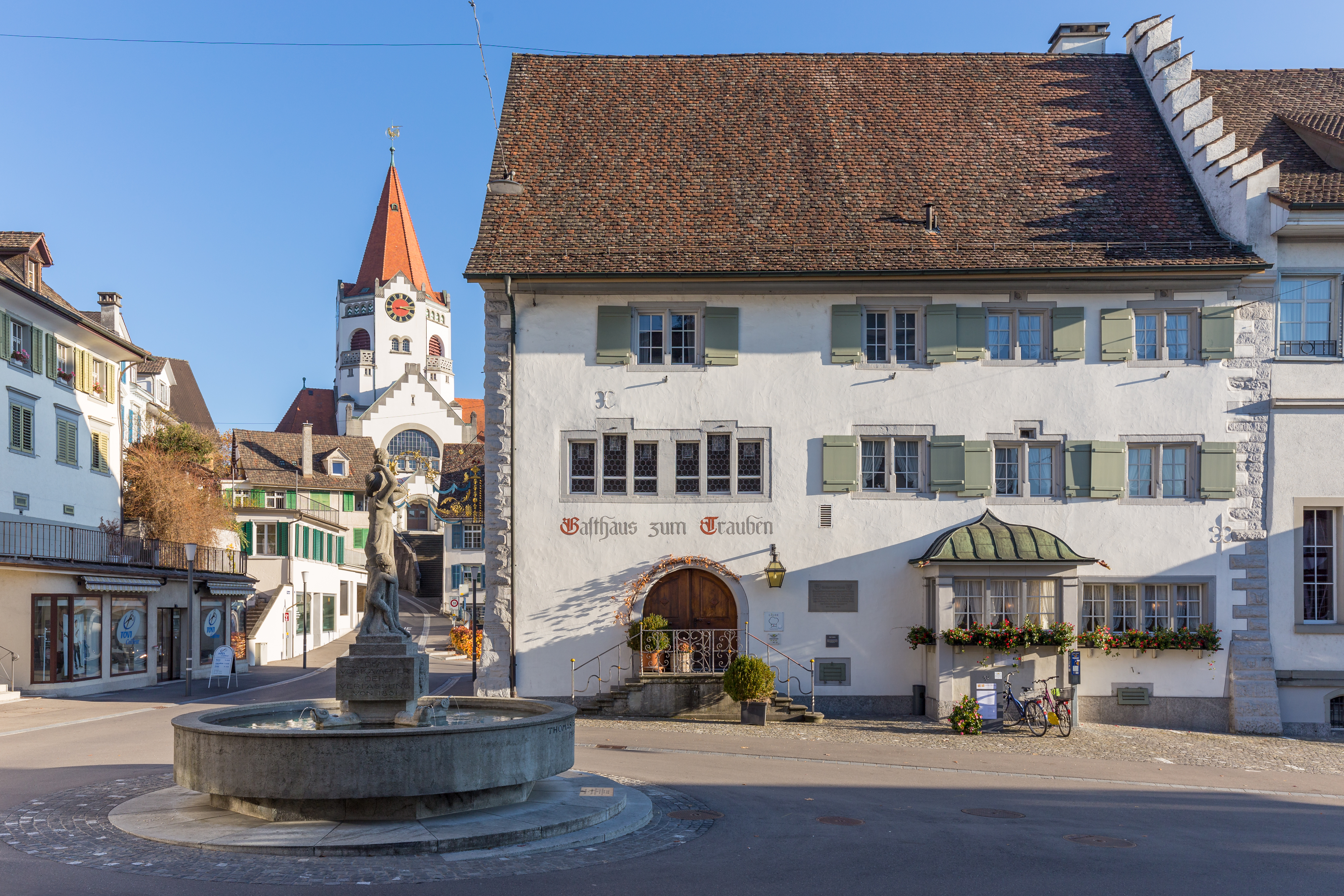
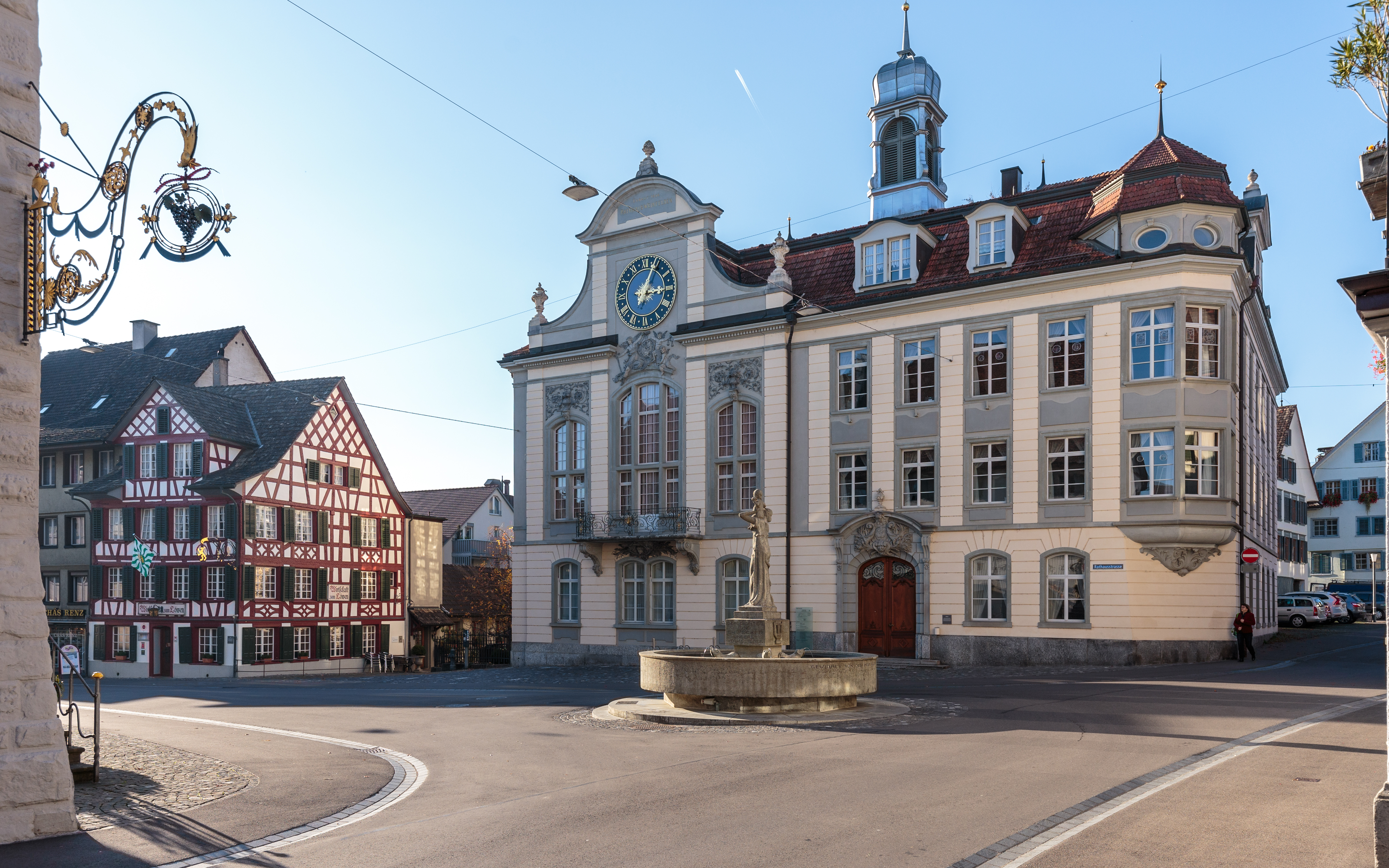
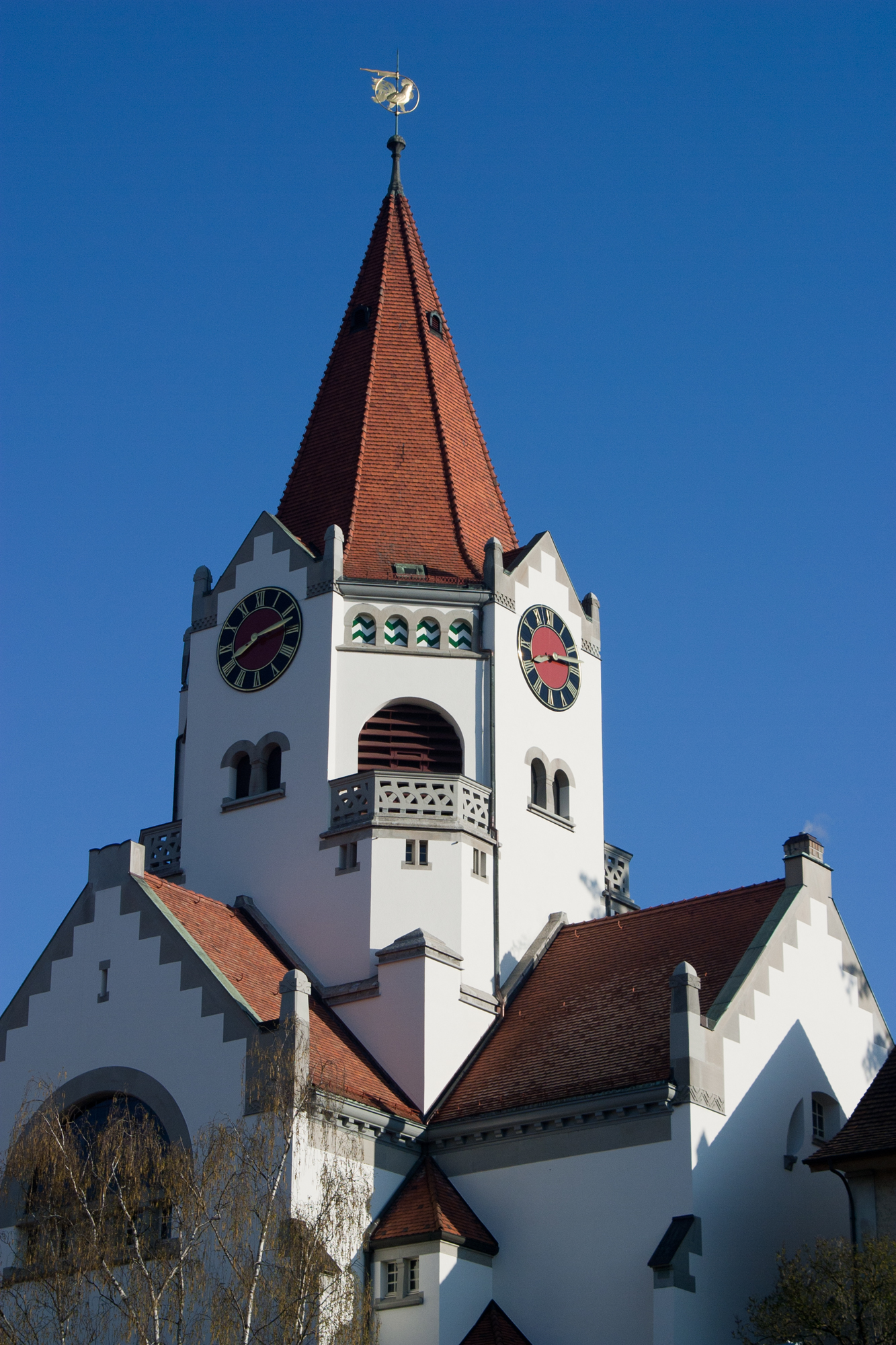
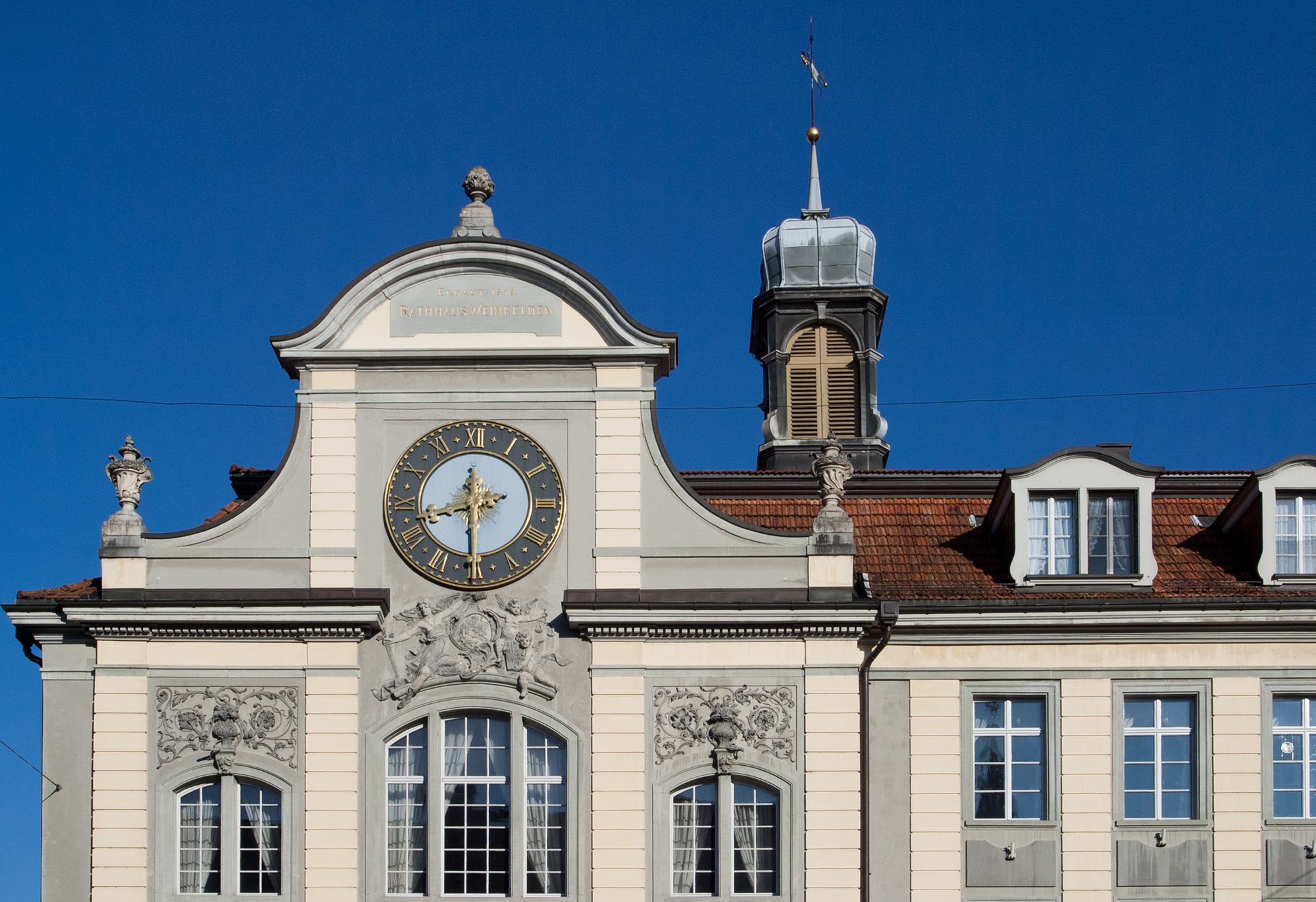

## أعلام
- بيترو كيلر
- مارسيل فوغل